# Pingxiang, Xingtai
Pingxiang är ett härad i Xingtais stad på prefekturnivå i Hebei-provinsen i norra Kina.